# Hullia commoni
Hullia commoni là một loài ruồi trong họ Asilidae. Hullia commoni được Paramonov miêu tả năm 1964. Loài này phân bố ở miền Australasia.